# TrES-1b
TrES-1b, ocasionalment catalogat com a GSC 02652-01324 b, és un planeta extrasolar que orbita l'estrella nana taronja TrES-1, a aproximadament 512 anys llum de la Terra, en la constel·lació de la Lira.